# Lav III.
Lav III., papa od 26. prosinca 795. do 12. lipnja 816. godine. 

## Životopis
Rodio se u Rimu 750. godine kao sin Atyuppiusa i Elizabete. Za vrijeme svog pontifikata započeo je jačanje političke moći Crkve. Za Božić 800. godine, okrunio je Karla Velikog za cara Svetog Rimskog Carstva. U znak zahvalnosti Karlo Veliki si dodaje naslov "Branitelj Crkve".
Za vrijeme pontifikata je nastojao dovršiti dijalog između Rima i Carigrada o pitanju Kristova Božanstva. Pomogao je kralju Eardwulfu od Northumbrije da se vrati na prijestolje te je pomirio je nadbiskupe Yorka i Canterburyja. Također je poništio odluku svog prethodnika, pape Hadrijana I. koji je dozvolio palij biskupu Lichfielda, Higbertu. Vjerovao je kako je engleska biskupija krivo predstavljena i da je palij nevaljan. Godine 803., Lichfield je povratio u svoju dijacezu. 
Također je i osnovao Palatinsku školu iz koje se kasnije razvilo Pariško sveučilište. Lav III. je dao da se Nicejsko vjerovanje ugravira u srebrnu ploču kako se ne bi mijenjalo u budućnosti kako komu odgovara. Dodao je: HAEC LEO POSUI AMORE ET CAUTELA ORTHODOXAE FIDEI (Ja, Lav, stavio sam ovo za ljubav i zaštitu prave vjere) Na hodočašću u San Lorenzo su ga napali urotnici te mu iščupali jezik i iskopali oči. Rimski martirologij navodi da je čudom ozdravio. Umro je u Rimu 12. lipnja 816. Kanonizirao ga je papa Klement X. za sveca 1673. godine, a njegov blagdan se obilježava 12. lipnja. Zaštitnikom je od bolesti jezika.

## Poveznice
- Enchiridion pape Lava III.

## Vanjske poveznice
- Prijevod Einhardova Život Karla Velikog iz oko. 817.-830.  Arhivirana inačica izvorne stranice od 14. svibnja 2008. (Wayback Machine) (engl.)
- Pope St. Leo III - Catholic Encyclopedia (engl.)